# 1613 az irodalomban
Az 1613. év az irodalomban.

## Események
- Elkészül Luis de Góngora pásztoridillje, Las Soledades (befejezetlen).

## Publikációk
- Pázmány Péter fő műve: Isteni igazságra vezérlő kalauz (Pozsony); „irodalmunk első monumentális arányú, minden ízében átgondolt, szervesen megalkotott gondolatépítménye, szerkezete és személyes érdekeltsége révén eredeti alkotás…”[1]

## Születések
- szeptember 15. – François de La Rochefoucauld francia herceg, író és moralista, a Maximes (Maximák) című aforizmakötet szerzője († 1680)
- 1613 körül – Richard Crashaw, az angol ún. metafizikus költők egyike († 1649)

## Halálozások
- december 6. – Anton Praetorius német lelkész, protestáns református teológus, író, aki harcolt a boszorkányüldözés és a kínzások ellen (* 1560)
- 1613 vagy 1614 – Vitsentzos vagy Vikentios Kornaros (olaszul: Vincenzo Cornaro) krétai költő, a görög nyelv krétai nyelvjárásában írt elbeszélő költemény (Erotókritos) szerzője (* 1553)